# Maerua
Genre
Synonymes
- Niebuhria DC.[2]

Maerua est un genre de plantes de la famille des Capparaceae.

## Liste d'espèces
Selon BioLib (10 septembre 2020) :
- Maerua acuminata Oliv.
- Maerua aethiopica (Fenzl) Oliv.
- Maerua andradae Wild
- Maerua angolensis DC.
- Maerua arenaria Hook.
- Maerua baillonii Hadj-Moust.
- Maerua becquetii Wilczek
- Maerua boranensis Chiov.
- Maerua brevipetiolata Killick
- Maerua brunnescens Wild
- Maerua bussei (Gilg & Gilg-Ben.) R. Wilczek
- Maerua buxifolia (Welw. ex Oliv.) Gilg & Gilg-Ben.
- Maerua cafra (DC.) Pax
- Maerua calantha Gilg
- Maerua candida Gilg
- Maerua crassifolia Forssk.
- Maerua cylindrocarpa Hadj-Moust.
- Maerua decumbens (Brongn.) DeWolf
- Maerua denhardtiorum Gilg
- Maerua descampsii De Wild.
- Maerua dolichobotrys Gilg & Gilg-Ben.
- Maerua duchesnei (De Wild.) F. White
- Maerua edulis (Gilg & Gilg-Ben.) DeWolf
- Maerua elegans Wilczek
- Maerua eminii Pax
- Maerua endlichii Gilg & Gilg-Ben.
- Maerua erlangeriana Gilg & Gilg-Ben.
- Maerua filiformis Drake
- Maerua friesii Gilg & Gilg-Ben.
- Maerua gilgiana De Wild.
- Maerua grantii Oliv.
- Maerua holstii Pax
- Maerua homblei De Wild.
- Maerua humbertii Hadj-Moust.
- Maerua intricata Kers
- Maerua juncea Pax
- Maerua kaessneri Gilg & Gilg-Ben.
- Maerua kaokoensis Swanepoel
- Maerua kirkii (Oliv.) F. White
- Maerua macrantha Gilg
- Maerua mungaii Beentje
- Maerua nana Polhill
- Maerua nervosa (Hochst.) Oliv.
- Maerua nuda Scott-Elliot
- Maerua oblongifolia (Forssk.) A. Rich.
- Maerua paniculata Wild
- Maerua parvifolia Pax
- Maerua polyandra R.A. Graham
- Maerua prittwitzii Gilg & Gilg-Ben.
- Maerua pseudopetalosa (Gilg & Gilg-Ben.) DeWolf
- Maerua racemosa Vahl
- Maerua racemulosa (A. DC.) Gilg & Gilg-Ben.
- Maerua robynsii Wilczek
- Maerua rosmarinoides (Sond.) Gilg & Gilg-Ben.
- Maerua salicifolia Wild
- Maerua scandens (Klotzsch) Gilg
- Maerua schinzii Pax
- Maerua schliebenii Gilg & Gilg-Ben.
- Maerua sessiliflora Gilg
- Maerua somalensis Pax
- Maerua subcordata (Gilg.) DeWolf
- Maerua thomsonii T. Anderson
- Maerua triphylla A. Rich.

Selon Catalogue of Life (10 septembre 2020) :
- Maerua acuminata Oliver
- Maerua aethiopica (Fenzl) Oliv.
- Maerua andradae Wild
- Maerua angolensis DC.
- Maerua apetala (Roth) M. Jacobs
- Maerua baillonii Hadj-Moust.
- Maerua becquetii Wilczek
- Maerua boranensis Chiov.
- Maerua brevipetiolata Killick
- Maerua brunnescens Wild
- Maerua bussei (Gilg) R. Wilczek
- Maerua buxifolia (Welw. ex Oliv.) Gilg & Gilg-Ben.
- Maerua caffra (Burch. ex DC.) Pax
- Maerua calantha Gilg
- Maerua candida Gilg
- Maerua caudata Pax
- Maerua crassifolia Forsk.
- Maerua cylindrocarpa Hadj-Moust.
- Maerua de-waillyi Aubrev. & Pellegr.
- Maerua decumbens (Brongn.) De Wolf
- Maerua denhardtiorum Gilg
- Maerua descampsii De Wild.
- Maerua dolichobotrys Gilg & Gilg-Ben.
- Maerua duchesnei (De Wild.) F. White
- Maerua edulis (Gilg & Gilg-Ben.) De Wolf
- Maerua elegans Wilczek
- Maerua eminii Pax
- Maerua endlichii Gilg & Gilg-Ben.
- Maerua erlangeriana Gilg & Gilg-Ben.
- Maerua filiformis Drake
- Maerua friesii Gilg & Gilg-Ben.
- Maerua gilgiana De Wild.
- Maerua gilgii Schinz
- Maerua gillettii L. E. Kers
- Maerua glauca Chiov.
- Maerua grantii Oliver
- Maerua holstii Pax
- Maerua homblei De Wild.
- Maerua humbertii Hadj-Moust.
- Maerua intricata L. E. Kers
- Maerua juncea Pax
- Maerua kaessneri Gilg & Gilg-Ben.
- Maerua kaokoensis Swanepoel
- Maerua kirkii (Oliv.) F. White
- Maerua lanzae Fiori
- Maerua macrantha Gilg
- Maerua mungaii H. J. Beentje
- Maerua nana R. A. Grah. ex Polhill
- Maerua nervosa (Hochst.) Oliv.
- Maerua nuda S. Elliot
- Maerua oblongifolia (Forsk.) A. Rich.
- Maerua paniculata Wild
- Maerua parvifolia Pax
- Maerua polyandra R. A. Grah.
- Maerua prittwitzii Gilg & Gilg-Ben.
- Maerua pseudopetalosa (Gilg & Gilg-Ben.) De Wolf
- Maerua puccionii Chiov.
- Maerua purpurascens M. Thulin
- Maerua racemulosa (A. DC.) Gilg & Gilg-Ben.
- Maerua robynsii Wilczek
- Maerua rosmarinoides (Sond.) Hochst. ex Pax
- Maerua salicifolia Wild
- Maerua schinzii Pax
- Maerua schliebenii Gilg-Benedict
- Maerua sessiliflora Gilg
- Maerua siamensis (Kurz) Pax
- Maerua somalensis Pax
- Maerua subcordata (Gilg) De Wolf
- Maerua thomsonii T & Anders.
- Maerua triphylla A. Rich.

Selon The Plant List (10 septembre 2020) :
- Maerua acuminata Oliv.
- Maerua aethiopica (Fenzl) Oliv.
- Maerua angolensis DC.
- Maerua apetala (Spreng.) M. Jacobs
- Maerua arenaria Hook. f. & Thomson
- Maerua baillonii Hadj-Moust.
- Maerua brevipetiolata Killick
- Maerua bussei R. Wilczek
- Maerua buxifolia (Welw. ex Oliv.) Gilg & Gilg-Ben.
- Maerua cafra Pax
- Maerua calantha Gilg
- Maerua crassifolia Forssk.
- Maerua cylindrocarpa Hadj-Moust.
- Maerua de-waillyi Aubrév. & Pellegr.
- Maerua denhardtiorum Gilg
- Maerua descampsii De Wild.
- Maerua duchesnei (De Wild.) F.White
- Maerua edulis (Gilg & Gilg-Ben.) DeWolf
- Maerua eminii Pax
- Maerua endlichii Gilg & Bened.
- Maerua filiformis Drake
- Maerua friesii Gilg & Gilg-Ben.
- Maerua gilgii Schinz
- Maerua gillettii Lars E. Kers
- Maerua glauca Chiov.
- Maerua grantii Oliv.
- Maerua holstii Pax
- Maerua humbertii Hadj-Moust.
- Maerua intricata Lars E. Kers
- Maerua juncea Pax
- Maerua kaessneri Gilg & Gilg-Ben.
- Maerua kirkii F. White
- Maerua linearis (DC.) Pax
- Maerua macrantha Gilg
- Maerua mungaii Beentje
- Maerua nana Polhill
- Maerua nervosa Oliv.
- Maerua nuda Scott-Elliot
- Maerua oblongifolia (Forssk.) A.Rich.
- Maerua parvifolia Pax
- Maerua polyandra R. A. Graham
- Maerua prittwitzii Gilg & Gilg-Ben.
- Maerua pseudopetalosa (Gilg & Gilg-Ben.) DeWolf
- Maerua pubescens Müll.Berol.
- Maerua purpurascens Thulin
- Maerua racemulosa Gilg & Gilg-Ben.
- Maerua rosmarinoides Gilg & Gilg-Ben.
- Maerua schinzii Pax
- Maerua schliebenii Gilg-Ben.
- Maerua sessiliflora Gilg
- Maerua subcordata (Gilg) DeWolf
- Maerua thomsonii T. Anderson
- Maerua triphylla A. Rich.

Selon Tropicos (10 septembre 2020) (Attention liste brute contenant possiblement des synonymes) :
- Maerua acuminata Oliv.
- Maerua aethiopica (Fenzl) Oliv.
- Maerua angolensis DC.
- Maerua angustifolia A. Rich.
- Maerua apetala (Spreng.) M. Jacobs
- Maerua aprevaliana De Wild. & T. Durand
- Maerua arenaria (DC.) Hook. f. & Thomson
- Maerua baillonii Hadj-Moust.
- Maerua bequaertii De Wild.
- Maerua brevipetiolata Killick
- Maerua bussei (Gilg & Gilg-Ben.) R. Wilczek
- Maerua buxifolia (Welw. ex Oliv.) Gilg & Gilg-Ben.
- Maerua cafra (DC.) Pax
- Maerua calantha Gilg
- Maerua calophylla Gilg
- Maerua crassifolia Forssk.
- Maerua cylindrocarpa Hadj-Moust.
- Maerua dasyura Gilg & Gilg-Ben.
- Maerua de-waillyi Aubrév. & Pellegr.
- Maerua denhardtiorum Gilg
- Maerua descampsii De Wild.
- Maerua duchesnei (De Wild.) F. White
- Maerua edulis (Gilg & Gilg-Ben.) DeWolf
- Maerua eminii Pax
- Maerua endlichii Gilg & Gilg-Ben.
- Maerua filiformis Drake
- Maerua flagellaris (Oliv.) Gilg & Gilg-Ben.
- Maerua friesii Gilg & Gilg-Ben.
- Maerua gilgii Schinz
- Maerua gillettii Kers
- Maerua glauca Chiov.
- Maerua grandiflora Pax
- Maerua grantii Oliv.
- Maerua guerichii Pax
- Maerua holstii Pax
- Maerua humbertii Hadj-Moust.
- Maerua insignis Pax
- Maerua intricata Kers
- Maerua johannis Volkens & Gilg
- Maerua juncea Pax
- Maerua kaessneri Gilg & Gilg-Ben.
- Maerua kirkii (Oliv.) F. White
- Maerua legatii Burtt Davy
- Maerua linearis (DC.) Pax
- Maerua macrantha Gilg
- Maerua madagascariensis (DC.) Baill.
- Maerua maschonica Gilg
- Maerua mungaii Beentje
- Maerua nana Polhill
- Maerua nervosa (Hochst.) Oliv.
- Maerua nuda Scott Elliot
- Maerua oblongifolia (Forssk.) A. Rich.
- Maerua ovalifolia Cambess.
- Maerua parvifolia Pax
- Maerua pedunculosa (Hochst.) Sim
- Maerua polyandra R. A. Graham
- Maerua prittwitzii Gilg & Gilg-Ben.
- Maerua pseudopetalosa (Gilg & Gilg-Ben.) DeWolf
- Maerua purpurascens Thulin
- Maerua pygmaea Gilg
- Maerua racemulosa (DC.) Gilg & Gilg-Ben.
- Maerua rigida R. Br.
- Maerua rogeonii A. Chev.
- Maerua rosmarinoides (Sond.) Gilg & Gilg-Ben.
- Maerua scabra Cambess.
- Maerua schinzii Pax
- Maerua schliebenii Gilg & Gilg-Ben.
- Maerua senegalensis R. Br. ex A. Rich.
- Maerua sessiliflora Gilg
- Maerua socotrana (Schweinf. ex Balf. f.) Gilg
- Maerua sphaerogyna Gilg & Gilg-Ben.
- Maerua subcordata (Gilg) DeWolf
- Maerua thomsonii T. Anderson
- Maerua trichocarpa Gilg & Gilg-Ben.
- Maerua triphylla A. Rich.
- Maerua welwitschii Gilg & Gilg-Ben.
- Maerua woodii (Oliv.) T. Durand & Schinz